# Ti ti ti
 (срп. Збрка) бразилска је теленовела, продукцијске куће Реде Глобо, снимана 2010. и 2011.

## Синопсис
Арикленес Мартинс и Андре Спина су ривали још од раног детињства. Живели су у истом кварту и борили се око свега — играчака, другова и девојака.
Годинама касније, Андре Спина, познатији као Жак Леклер, постао је модни креатор и власник је атељеа у коме облачи и креира одећу за локалну елиту. Највећи део свог успеха базира на својој неодољивој моћи завођења коју прикрива афектирањем као да је геј, да не навуче на врат љубоморне мужеве својих клијенткиња.
Своју каријеру је почео са кројачицом Мартом, комшиницом из кварта, која је сашила његове прве креације и предложила му да се фокусира на креирање хаљина за забаве. Оставио је кад је упознао Ана Марију, ћерку богатог трговца на велико који је могао да финансира његов први атеље.
Са Аном Маријом има четворо деце — Педра, Луиз Фелипеа, Марију Беатриз и Валкирију. Временом је постао удовац, живи добро са децом и тетком Жулијом која га је одгајала као сина. Будући да је Андреов сан да креира одећу за познате личности, упознаје Жаклин и искориштава је да доради његове креације и уведе га у свет познатих.
Жаклин, елегантна жена префињеног укуса, живи у огромном апартману у елитном насељу. У пропалом је браку са Бреном, са којим има ћерку Таису, која је сушта супротност мајке. Жаклинини и Жакови путеви су се укрстили када је на предлог Таисине пријатељице у њено име Жаклин купила хаљину у Жаковом атељеу. Као и свака друга клијенткиња, није успела да одоли његовом шарму и постала му је љубавница.
Са друге стране, Арикленес је добио на лутрији много новца. Оженио се Сузаном, са којом има сина Лутија. Будући да није знао да управља новцем који је добио јер је улагао у несигурне послове, изгубио је све. Убрзо се и развео од Сузане јер су схватили да су тотално различити.
Сузана се посветила студирању, а након тога је доспела до места генералног директора часописа „Мода Брасил”. Будући да се осећала обавезном да финансира бившег супруга, да не би наштетила студијама свог сина, који је одлучио да живи са оцем. Разуман, Лути је осетио да је оцу више потребан него мајци и почео је да ради као конобар да би помогао оцу.
Док чека да га срећа поново задеси, Ари смишља разне пројекте од којих, по његовом мишљењу, бар један мора да успе, уз помоћ верног пријатеља Шика, који је смотанији и од њега. Све док једног дана у градском метроу није срео погубљену старицу која је са собом носила много лутака којима је кројила одела.
Једну од лутака је Арију представила као Виктора Валентина — најлепшег и најхрабријег принца у Шпанији. Видевши да је добио прилику да поврати изгубљен новац, није губио времена, већ је старицу сместио у психијатријску клинику, набавио кројачки прибор и узео старици лутке, стално јој доносећи нове да би креирала нова одела.
Будући да му је син дизајнер, замолио га је да све то пренесе на папир да би се касније то могло кројити. Потом је те цртеже однео кројачицама Марти и Николе које постају његове савезнице у плану да успе да превари све да је шпански дизајнер, а пошто је Марта у младости остављена од стране Андреа, пристаје да му помаже као својеврсна освета за то што је Андре искористио.
Дезире, Николеина ћерка, такође је део завере. Трансформисали су је у манекенку која је на модној ревији часописа „Мода Бразил”, у Шиковој пратњи прошетала креацију Виктора Валентима. Званице су остале запањене креацијом па се у медијима нашироко говорило о мистериозном креатору.
Ари, обучен у костим тореадора, успешно заводи клијенткиње и тако храни мит о славном креатору. Након неког времена, Жаклин прелази на његову страну јер је прозрела Жака и жели да му се освети, међутим се и са њим расилази и сама постаје креаторка.
Најзанимљивије од свега је што је игром судбине погубљена старица заправо Жакова мајка Сесилија, која га је оставила на чување сестри Жулији и побегла са новим момком. Остављена, почела је да је изједа кривица и кривила је себе до те мере да је убрзо и скренула, чак је и своје име заборавила.
Поред тога, Аријев син Лути и Жакова ћерка Валкирија након бројних расправа и препуцавања започињу везу, што ће већ постојећу збрку додатно појачати.

## Улоге
| Глумац:               | Улога:                                  |
| --------------------- | --------------------------------------- |
| Мурило Бенисио        | Арикленес Ари Мартинс / Виктор Валентим |
| Алешандре Боржес      | Андре Спина / Жак Леклер                |
| Клаудија Раја         | Жаклин Жаки Малдонадо / Ирма Десгосто   |
| Кристијане Торлони    | Ребека Бијанки                          |
| Марко Рика            | Ижино Жино Оливејра                     |
| Малу Мадер            | Сузана Мартинс                          |
| Изис Валверде         | Марсела де Андраде                      |
| Каио Кастро           | Едгар Сампајо                           |
| Софи Шарлот           | Стефани Оливејра                        |
| Марко Пигоси          | Педро Луиз Спина                        |
| Жулијана Алвес        | Клотилде                                |
| Ђулија Гам            | Бруна Соарес Сампајо                    |
| Умберто Карао         | Луиз Отавио Лути Мартинс                |
| Тато Габус Мендес     | Брено Родригес                          |
| Леополдо Пашеко       | Густаво Сампајо                         |
| Андре Артеше          | Жулио Жулињо Сантана                    |
| Родриго Лопез         | Франсишко Шико да Силва                 |
| Марија Селија Камарго | Дона Мосиња Мараголи                    |
| Марилија Пера         | Рафаела Алварај                         |
| Рафаел Кардозо        | Жоржито Бијанки                         |
| Луиз Густаво          | Марио Кури / Марио Фофока               |
| Мауро Мендонса        | Ђанкарло Вила                           |
| Дира Паес             | Марта Моура                             |
| Елизанжела            | Дагијане Николе Оливејра                |
| Режина Брага          | Сесилија Спина                          |
| Нисете Бруно          | Жулија Спина                            |
| Гиљермина Гинле       | Луиза Салгадо                           |
| Мајана Неива          | Дезире Оливејра                         |
| Гиљерме Винтер        | Ренато Вила                             |